# Gert Bo Jacobsen
Gert Bo Jacobsen est un boxeur danois né le 28 décembre 1961 à Oestrup.

## Carrière
Champion d'Europe EBU des poids welters entre 1986 et 1989, il remporte à sa quatrième tentative le titre de champion du monde WBO de la catégorie le 12 février 1993 en battant aux points Manning Galloway. Jacobsen ne défendra pas cette ceinture et met un terme à sa carrière en 1995 après deux revers face au français Khalid Rahilou. Son palmarès professionnel est de 43 victoires et 5 défaites.

## Référence
1. ↑  (en) Manning Galloway vs. Gert Bo Jacobsen III (boxrec.com)